# دیوار ترامپ

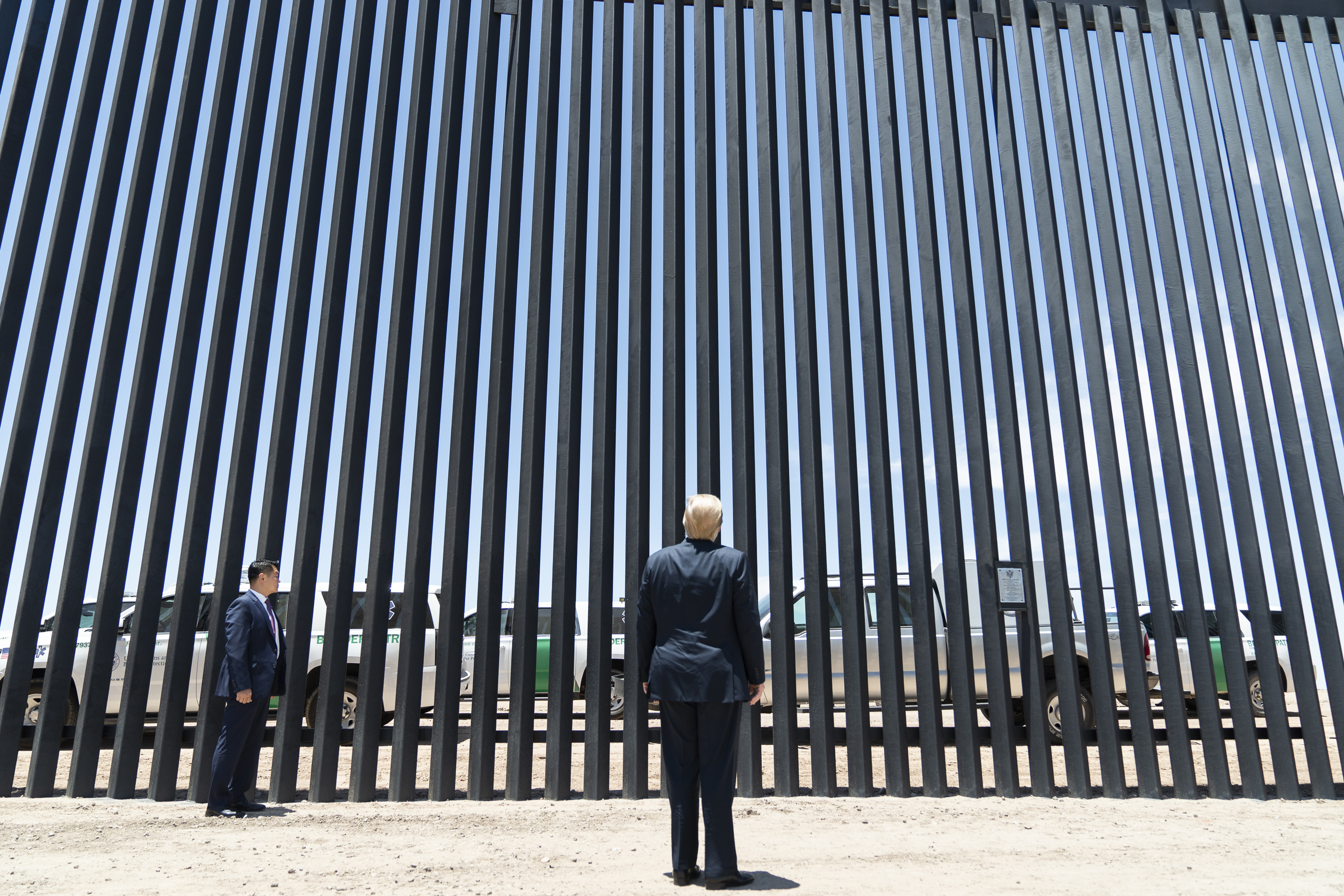
دونالد ترامپ، ایستاده در مقابل دیوار مرزی آمریکا-مکزیک، نزدیک یوما، آریزونا، ژوئن ۲۰۲۰

دیوار ترامپ (به انگلیسی: Trump wall) که معمولاً از آن با عنوان دیوار (به انگلیسی: The Wall) یاد می‌شود، سازه‌ای در توسعه حصار آمریکا-مکزیک است. حصار مرزی میان آمریکا و مکزیک از دهه ۱۹۸۰ میلادی و برای اعمال قانون مهاجرت در ایالات متحده آمریکا شروع شده‌است. در دوران قبل از روی کار آمدن دونالد ترامپ، امنیت مرز و دیوار مرزی در دوره روسای جمهوری قبلی مانند ریگان، جرج بوش، کلینتون، جرج بوش، اوباما تصویب شده بوده‌است. دونالد ترامپ با دنبال کردن موضوع حفاظت از مرزهای آمریکا در مقابل ورود مهاجران، بحث دیوار مرزی را به یک موضوع جدی در کارزار انتخاباتی خود تبدیل نمود. او در طول کارزار انتخاباتی خودش گفت که اگر رئیس‌جمهور آمریکا شود، این دیوار را خواهد ساخت و مکزیکی‌ها را مجبور خواهد کرد که پول آن را بپردازند. موضوعی که رئیس‌جمهور مکزیک انریکه پنیا نیتو آن را مردود دانست و گفت تمام بودجه این دیوار بر عهده آمریکایی‌ها خواهد بود.